# Kiểm lâm

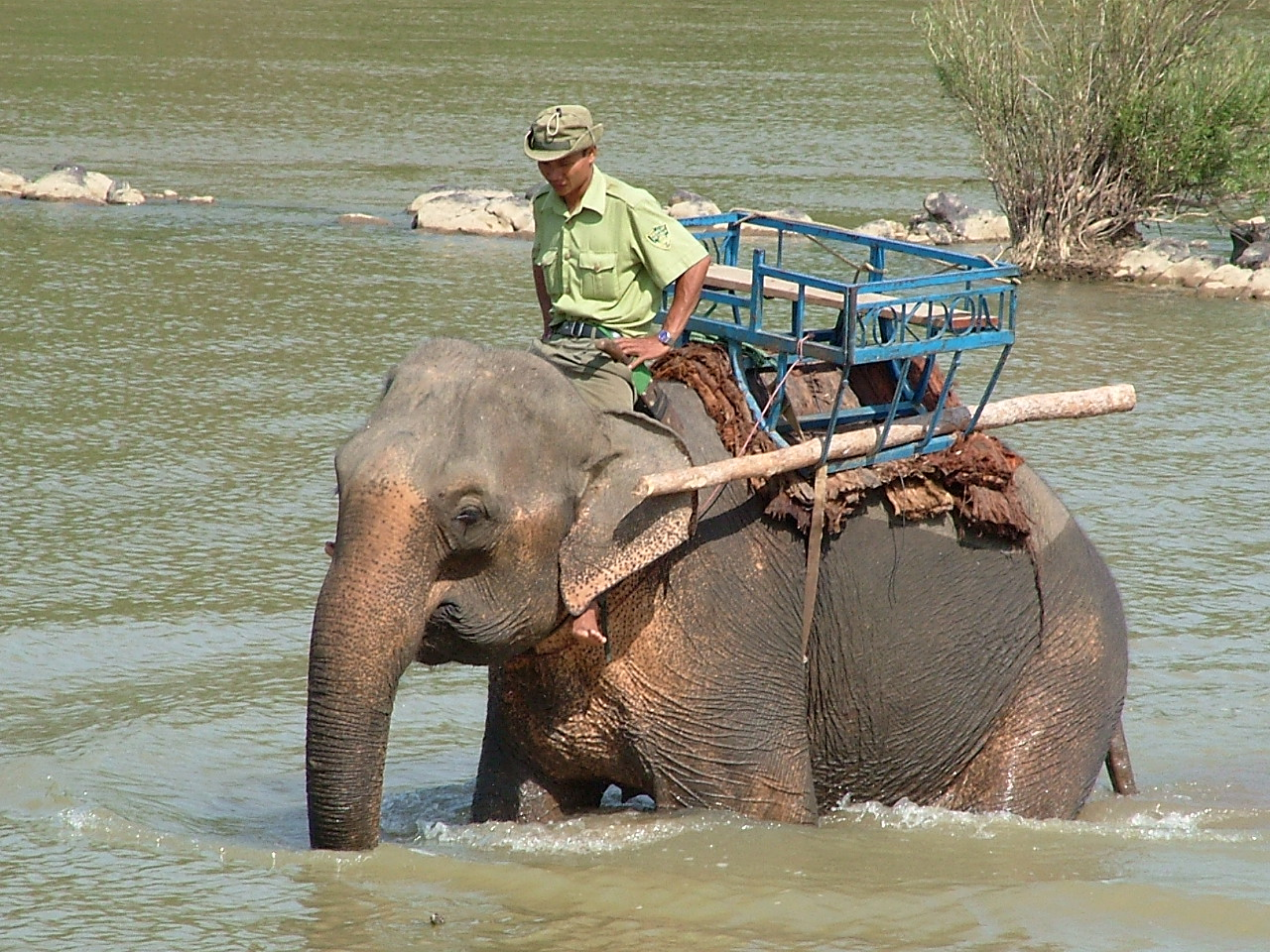
Kiểm lâm ở rừng quốc gia Yokdon.

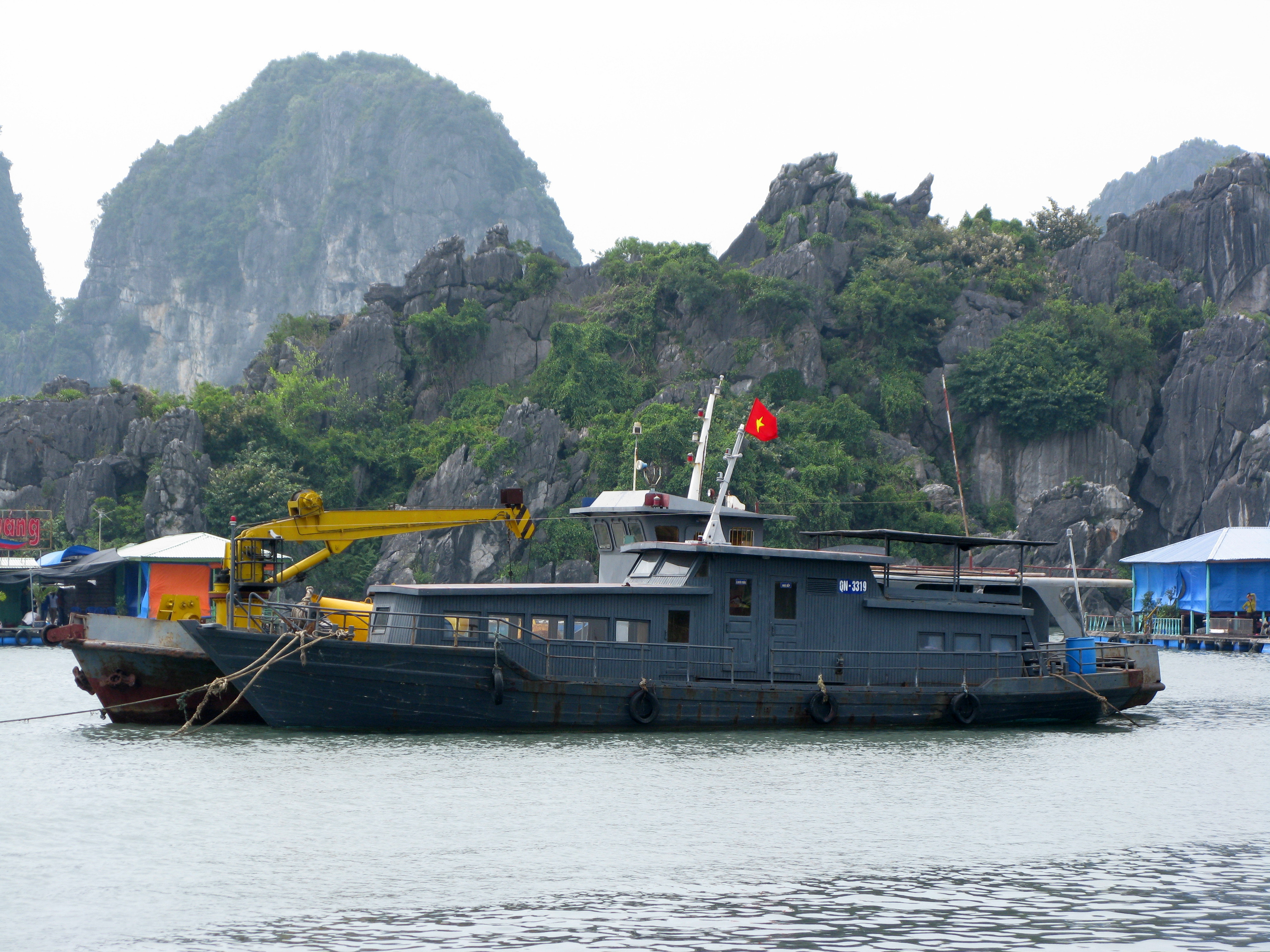
Tàu tuần tra của kiểm lâm ở vịnh Hạ Long

Kiểm lâm là một ngành của lâm nghiệp, tập trung vào các khía cạnh quản lý rừng liên quan đến hành chính, pháp lý, kinh tế và xã hội, cùng với các khía cạnh khoa học và kỹ thuật như lâm sinh, bảo vệ và điều tiết rừng. Nó bao gồm quản lý các nguồn gỗ, việc tạo cảnh quan hài hòa, cung cấp không gian giải trí, tạo ra giá trị đô thị, bảo vệ nguồn nước, động vật hoang dã, thủy sản địa phương và ven biển, sản xuất gỗ, bảo tồn nguồn gen thực vật và các giá trị tài nguyên rừng khác. Trong việc quản lý rừng, mục tiêu có thể là bảo tồn nguồn tài nguyên, sử dụng chúng một cách bền vững, hoặc kết hợp cả hai mục tiêu đó. Để đạt được mục tiêu này, các kỹ thuật được áp dụng như khai thác gỗ có hiệu quả, việc trồng và tái sinh cây trồng, xây dựng và duy trì hệ thống đường mòn trong rừng, và đặc biệt là phòng chống cháy rừng.

## Định nghĩa
Rừng là một hệ thống tự nhiên quan trọng, không chỉ vì nó cung cấp các sản phẩm và dịch vụ đa dạng mà còn vì những đóng góp quan trọng của nó đối với cuộc sống của chúng ta. Rừng không chỉ cung cấp nước và giúp giảm thiểu biến đổi khí hậu, mà còn tạo ra môi trường sống cho động vật hoang dã, bao gồm các loài thụ phấn quan trọng cho sản xuất lương thực bền vững. Ngoài ra, rừng cung cấp nguồn gỗ và củi đốt, đồng thời cung cấp các sản phẩm từ lâm nghiệp khác như thực phẩm và dược phẩm, đóng góp vào việc tạo ra thu nhập cho người dân nông thôn.
Hoạt động của hệ thống rừng không chỉ phụ thuộc vào yếu tố môi trường tự nhiên như khí hậu, địa hình và thổ nhưỡng, mà còn chịu ảnh hưởng mạnh mẽ từ hoạt động của con người. Những hành động mà con người thực hiện trong rừng góp phần tạo nên quản lý rừng. Trong các xã hội phát triển, việc quản lý rừng đã trở thành một quá trình được tổ chức và lập kế hoạch nhằm đạt được những mục tiêu được coi là quan trọng.
Trong quá khứ, một số khu rừng đã và đang được quản lý nhằm khai thác các lâm sản truyền thống như củi, sợi làm giấy và gỗ, mà ít quan tâm đến các sản phẩm và dịch vụ khác của rừng. Tuy nhiên, nhờ nhận thức về môi trường ngày càng tiến bộ, việc quản lý rừng để phục vụ nhiều mục đích sử dụng đang trở nên phổ biến hơn.

## Ý kiến đóng góp và nhận thức của công chúng

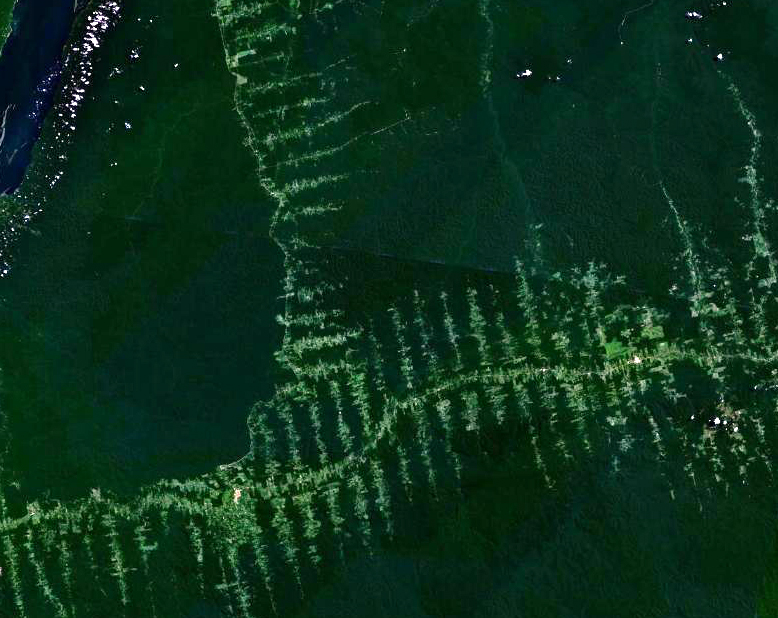
Việc phá rừng và tăng cường xây dựng đường sá trong Rừng nhiệt đới Amazon đang trở thành một mối quan tâm quan trọng, do sự xâm lấn của con người vào các khu vực hoang dã ngày càng gia tăng, việc khai thác tài nguyên gia tăng và các mối đe dọa khác đối với sự đa dạng sinh học của khu vực.

Nhận thức của cộng đồng về chính sách tài nguyên thiên nhiên, bao gồm cả quản lý rừng, đã được cải thiện. Sự quan tâm của công chúng đối với quản lý rừng có thể đã chuyển từ việc khai thác gỗ nhằm phát triển kinh tế sang việc duy trì các dịch vụ hệ sinh thái mà rừng mang lại. Các dịch vụ này bao gồm việc cung cấp môi trường sống cho động vật hoang dã, bảo vệ sự đa dạng sinh học, quản lý lưu vực sông và cung cấp các cơ hội giải trí.
Sự nâng cao nhận thức về môi trường đã góp phần tạo ra sự đa dạng trong quan điểm của công chúng về vai trò của các chuyên gia quản lý rừng. Nhưng nó cũng có thể dẫn đến một sự hiểu biết sâu sắc hơn về những gì các chuyên gia làm để bảo tồn rừng và các dịch vụ sinh thái. Tầm quan trọng của việc chăm sóc rừng với mục tiêu bền vững từ khía cạnh sinh thái và kinh tế đã được thể hiện qua các chương trình truyền hình như Ax Men.
Đã có nhiều công cụ được phát triển, như viễn thám, hệ thống thông tin địa lý (GIS) và mô hình hóa ảnh, nhằm cải thiện việc lập kế hoạch quản lý và kiểm kê rừng. Nhờ vào sự áp dụng của những công cụ này, từ năm 1953, khối lượng cây đứng tại Hoa Kỳ đã tăng lên 90% nhờ quản lý rừng bền vững.

## Cân nhắc về động vật hoang dã
Các loài chim, động vật có vú, động vật lưỡng cư và động vật hoang dã khác trong rừng đang chịu ảnh hưởng của các chiến lược và phương pháp quản lý rừng. Sự phong phú và đa dạng của chúng rất quan trọng, vì rừng cung cấp thức ăn, không gian sống và nước cho các loài này. Việc quản lý rừng cũng đóng vai trò quan trọng trong việc bảo tồn và sử dụng bền vững các tài nguyên rừng.
Khoảng 50 triệu ha (tương đương 24%) diện tích rừng ở châu Âu đã được bảo vệ nhằm bảo vệ sự đa dạng sinh học và cảnh quan. Các khu rừng này được cấp phát cho mục đích đất, nước và các dịch vụ hệ sinh thái khác, chiếm khoảng 72 triệu ha (tương đương 32% tổng diện tích rừng châu Âu). Hơn 90% rừng trên thế giới có khả năng tái sinh tự nhiên, và hơn một nửa diện tích rừng được bảo vệ bởi các kế hoạch quản lý rừng hoặc các biện pháp tương đương.

## Cường độ quản lý
Quản lý rừng có các cường độ khác nhau, từ tình trạng tự nhiên và không can thiệp, đến chế độ thâm canh cao với các biện pháp can thiệp lâm sinh. Mức độ quản lý rừng thường được tăng cường để đáp ứng các tiêu chí kinh tế, như tăng sản lượng gỗ, lâm sản ngoài gỗ và cung cấp các dịch vụ hệ sinh thái, hoặc các tiêu chí sinh thái, như phục hồi các loài, bảo vệ và nuôi dưỡng các loài quý hiếm, và hấp thụ carbon.

Năm 2020 ghi nhận tỷ lệ diện tích rừng có kế hoạch quản lý dài hạn theo từng khu vực.

Hầu hết các khu rừng ở châu Âu đã được lập kế hoạch quản lý. Tuy nhiên, tỷ lệ các kế hoạch quản lý rừng thấp hơn ở Châu Phi (dưới 25%) và Nam Mỹ (dưới 20%). Diện tích rừng được quản lý theo kế hoạch đang gia tăng ở tất cả các khu vực. Trên toàn cầu, diện tích rừng theo kế hoạch đã tăng thêm 233 triệu ha kể từ năm 2000, đạt tổng diện tích 2,05 tỷ ha vào năm 2020.
Chứng chỉ rừng là một hệ thống được công nhận toàn cầu nhằm khuyến khích quản lý rừng bền vững và đảm bảo rằng các sản phẩm từ rừng có nguồn gốc từ các khu rừng được quản lý bền vững. Đây là một quy trình tự nguyện, trong đó một tổ chức độc lập đánh giá chất lượng quản lý rừng và sản phẩm dựa trên một bộ tiêu chí do tổ chức chứng nhận thương mại hoặc chính phủ xác định. Mục tiêu của chứng chỉ rừng là thúc đẩy việc quản lý bền vững và khuyến khích sử dụng các sản phẩm từ rừng có nguồn gốc bền vững.